# San Rufo
San Rufo ist eine italienische Gemeinde mit 1590 Einwohnern (Stand 31. Dezember 2023) in der Provinz Salerno in der Region Kampanien und Teil der Comunità Montana Vallo di Diano.

## Geografie
Der Ort liegt im südlichen Bereich der Berggruppe Monti Alburni. Die Nachbargemeinden sind Corleto Monforte, San Pietro al Tanagro, Sant’Arsenio und Teggiano. Ein weiterer Ortsteil ist Fontana Vaglio.